# Melitaea vernalis
Melitaea vernalis är en fjärilsart som beskrevs av Curt Eisner 1942. Melitaea vernalis ingår i släktet Melitaea och familjen praktfjärilar. Inga underarter finns listade i Catalogue of Life.